# Pathologic
Pathologic (ros. Мор. Утопия, wym. [ˈmor ʊˈtopʲɪjə], dosł. Pomór. Utopia) – komputerowa przygodowa gra akcji z elementami gry fabularnej i survival horroru  stworzona przez rosyjskie studio Ice-Pick Lodge. Została wydana w 2005 roku w Rosji przez Buka Entertainment z a w 2006 roku na rynku zachodnim. Gra została ponownie przetłumaczona z rosyjskiego, dostosowana do współcześnie używanych rozdzielczości i wydana również w 2015 roku jako Pathologic Classic HD.

## Rozgrywka i fabuła
Gracz ma do dyspozycji trójkę bohaterów. Są to: Doktor (Бакалавр), Haruspik (Гаруспик) oraz Poświęcona (Самозванка; dostępna po ukończeniu gry dowolną postacią). Każdy z nich posiada ten sam wątek fabularny z punktu widzenia wybranej postaci, zmierzający do odkrycia źródła zarazy panującej w miasteczku umieszczonym na rosyjskim stepie. Od bohaterów niezależnych gracz otrzymuje każdego dnia nowe zadania, a o północy anulowane są misje nieukończone przez niego. Zadania podzielone są na misje główne, konieczne do przejścia gry, i poboczne, za których wykonanie bohater otrzymuje przedmioty i pieniądze. Głównymi czynnościami wykonywanymi przez gracza jest poruszanie się po mieście, prowadzenie dialogów oraz walka. Fabuła gry porusza motywy epidemii, filozofii władzy, problemów społeczeństwa rosyjskiego, przestępczości koniecznej do przetrwania kontekście moralności, wielkiego teatru świata, religii, sporu pomiędzy ludzkością i naturą, upadku wielkich narracji itp.

## Audio i Wideo
Gra mimo niedoskonałości technicznych przedstawia świat o ciekawej wartości artystycznej, Na skraju miasteczka umiejscowiony jest wielki budynek zwany Wielościan lub Polyhedron (Многогранник) – geometryczna, łamiąca prawa fizyki konstrukcja przemieniona w fortecę przez miejscowe dzieci. Po przeciwnej stronie znajduje się rzeźnia (Abattoir) z pasieką, nieopodal mieści się również azyl dla obłąkanych. Ponadto każdy dystrykt i ważny budynek w miasteczku nosi nazwę z dziedziny anatomii, a bohaterowie niezależni przyjmują często imiona mityczne. Wraz z rozwojem choroby domy zaczynają pokrywać się krwią i miasto staje się coraz bardziej niebezpieczne.
Muzyka skomponowana przez Andriesha Gandrabura czerpie inspiracje z ludowej muzyki rosyjskiej, ambientu oraz muzyki elektronicznej dodając grze jej własnego charakteru.

## Odbiór
W Rosji Pathologic spotkało się z pozytywnym odbiorem, na zachodzie opinie były mieszane. Krytycy doceniali fabułę i klimat, krytykując grafikę i rozgrywkę
Ponadto artykuły w brytyjskim serwisie Rock, Paper, Shotgun oraz wideoanaliza na kanale youtube autorstwa Hbomberguy zauważyły, że trudna, niesatysfakcjonująca rozgrywka zwiększa poczucie desperacji i beznadziei związanej z epidemią. Pathologic uznawane jest za produkcję udowadniającą, że gry komputerowe nie stanowią jedynie medium o charakterze rozrywkowym, lecz mającym znamiona sztuki.